# Screamworks: Love in Theory and Practice
Screamworks: Love in Theory and Practice, Chapters 1-13 é o sétimo álbum de estúdio da banda HIM, lançado a 8 de Fevereiro de 2010 no Reino Unido e França.

## Faixas
Todas as faixas por Ville Valo.
| N.º | Título                                        | Duração |  |
| 1.  | "In Venere Veritas"                           | 3:35    |  |
| 2.  | "Scared to Death"                             | 3:40    |  |
| 3.  | "Heartkiller"                                 | 3:29    |  |
| 4.  | "Dying Song"                                  | 3:29    |  |
| 5.  | "Disarm Me (With Your Loneliness)"            | 4:01    |  |
| 6.  | "Love, the Hardest Way"                       | 3:19    |  |
| 7.  | "Katherine Wheel"                             | 3:26    |  |
| 8.  | "In the Arms of Rain"                         | 3:46    |  |
| 9.  | "Ode to Solitude"                             | 3:58    |  |
| 10. | "Shatter Me With Hope"                        | 3:51    |  |
| 11. | "Acoustic Funeral (For Love in Limbo)"        | 3:57    |  |
| 12. | "Like St. Valentine"                          | 3:14    |  |
| 13. | "The Foreboding Sense of Impending Happiness" | 3:13    |  |

## Créditos
- Ville Valo - Vocal, guitarra acústica
- Mika Karppinen - Bateria, percussão
- Mikko Lindström - Guitarra elétrica
- Mikko Paananen - Baixo, vocal de apoio
- Janne Puurtinen - Teclados, vocal de apoio